# Robinson Crusoe (film, 1924)
Pour les articles homonymes, voir Robinson Crusoé.
Robinson Crusoe est un film américain réalisé par Bryan Foy et sorti en 1924.

## Fiche technique
- Réalisation et scénario : Bryan Foy
- Format : Muet - Noir et blanc  - 1,33:1
- Production : Universal Pictures
- Genre: Comédie
- Date de sortie : 
  - États-Unis 20 octobre 1924

## Distribution
- L. Sherwood : Robinson Crusoé
- Lola Todd
- Curtis 'Snowball' McHenry : vendredi